# Nicole Richie
Nicole Camille Richie (født 21. september 1981) er en amerikansk TV-personlighed, modedesigner, forfatter og skuespiller.

## Liv og karriere
Hun er adoptivdatter af kunstneren og popstjernen Lionel Richie og Brenda Harvey-Richie.[kilde mangler]
I 2003 blev Nicole Richie kendt for reality-showet The Simple Life, sammen med barndomsveninden Paris Hilton. Nicole fik efterfølgende stor opmærksomhed i medierne pga. hendes voldsomme vægttab, og blev bl.a. beskyldt for at lide af anoreksi.[kilde mangler]
I 2005 udgav Nicole Richie en semi-selvbiografisk roman, "The Truth About Diamonds". I 2010 udgav hun hendes anden roman, "Priceless".[kilde mangler]
I 2008 lancerede Nicole sin smykkekollektion, "House of Harlow 1960". I 2009 designede hun en kollektion med ventetøj for firmaet "A Pea in the Pod". I 2010 lancerede hun sin egen tøjkollektion, "Winter Kate".[kilde mangler]

## Privatliv
Nicole har dannet par med Good Charlotte-forsangeren Joel Madden siden 2006 og blev gift i 2010. De har to børn; en datter født i 2008 og en søn født i 2009.
Hun har været arresteret tre gange for besiddelse af heroin, spirituskørsel, samt at køre med inddraget kørekort.